# Je hoeft niet veel van me te houden
Je hoeft niet veel van me te houden is een single van de Nederlandse band Guus Meeuwis & Vagant uit 1999. Het stond in 2001 als tweede track op het album 1 voor allen, waar het de tweede single van was, na Ze houdt gewoon van mij.

## Achtergrond
Je hoeft niet veel van me te houden is geschreven door Guus Meeuwis en Jan Willem Rozenboom en geproduceerd door Ad Kraamer. Het is een nederpopnummer waarin de liedverteller verteld dat hij in de relatie niet veel nodig heeft van zijn geliefde, ze hoeft zelfs niet veel van hem te houden, als ze maar bij hem blijft. 

## Hitnoteringen
Het nummer had weinig succes in de Nederlandse hitlijsten. In de Mega Top 100 werd de bescheiden 53 plek gehaald en was het zeven weken in de lijst te vinden. De Top 40 werd niet aangedaan, maar het nummer bleef steken in de Tipparade, waarin het kwam tot de veertiende plaats.